# Eliberarea orașului Praga (film)
Eliberarea orașului Praga (titlul original: în cehă Osvobození Prahy) este un film dramatic de război cu tente de propagandă, realizat în 1975 de regizorul Otakar Vávra, al treilea și ultimul film al trilogiei sale, care, împreună cu filmele Zilele trădării și Sokolovo, constituie o reconstituire epică a evenimentelor din istoria Cehoslovaciei de la adoptarea Acordului de la München până la eliberarea în 1945. 
În perioada de normalizare a vieții, filmul a fost folosit pentru propagandă, filmul conținând mai multe inexactități grosolane.
Protagoniștii filmului sunt actorii Vladimír Šmeral, František Vicena, Josef Větrovec și Ota Sklenčka.

## Rezumat
La 20 aprilie 1945, armata sovietică lansează atacul asupra Berlinului. Sfârșitul a venit pentru Germania nazistă și Hitler decide să se sinucidă. La Praga K.H. Frank (secretarul de stat nazist și șef al poliției în Protectoratul Boemiei și Moraviei) discută cu comandanții săi cum să transforme orașul într-o fortăreață inexpugnabilă, dar praghezii nu intenționează să mai aștepte. De la primele ore ale zilei de 4 mai oamenii încep să se adune pe străzi și să demonteze semnele germane. A doua zi, pe 5 mai, începe revolta. O mare bătălie izbucnește pentru postul de radio, dar personalul ceh păstrează controlul asupra transmisiilor și poate apoi să difuzeze reportaje și apeluri de ajutor pentru toată perioada revoltei. Până seara, cea mai mare parte a orașului este în mâinile rebelilor și treizeci de mii de praghezi au avut arme.
Mareșalul Koniev primește vești despre revoltă și dă ordin ca unitățile de tancuri să plece spre Praga pentru a ajuta. Luptele continuă la Praga, deși negocierile privind capitularea sunt deja în curs. Armata lui Schörner, însă, refuză să se predea și încearcă să se retragă în direcția liniilor americane.
Unitățile sovietice avansează. Pe 8 mai Schörner și K.H. Frank au fugit din Praga. Circulă rapoarte că războiul s-a terminat, dar la Praga se trag încă focuri de armă. Abia pe 9 mai locuitorii pot saluta primele unități de tancuri sovietice și alți soldați. Pe 10 mai, guvernul cehoslovac se întoarce la Praga.

## Distribuție
- Vladimír Šmeral – Václav Vacek, primarul orașului Praga
- František Vicena – mecanic de tren Rudolf Čapek, luptător de rezistență și membru al comitetului de partid ilegal din Praga
- Josef Větrovec – František Hrubý, președintele comitetului partidului ilegal din Praga
- Ota Sklenčka – prof. Albert Pražák, Președintele Consiliului Național Ceh
- Josef Somr – František Grospic, reprezentantul statului
- Dmitrij Fraňko – generalul colonel Pavel Semjonovič Rybalko
- Sergej Poležajev – mareșalul Ivan Stěpanovič Koněv
- Gunnar Möller – Adolf Hitler, Cancelarul Reichului
- Wilhelm Koch-Hooge – Rudolf Toussaint, general de infanterie
- Günter Naumann – feldmareșalul Ferdinand Schörner
- Jaroslav Rozsíval – industiașul cehoslovac Antonín Horák
- Jaroslava Tichá – Bozena, soția lui Horák
- Jiří Krampol – locotenent parașutist Karel Horák, fiul mai mare al familiei Horák
- Vítězslav Jandák – muncitorul Standa Horák, fiul mai mic al familiei Horák
- Renáta Doleželová – parașutista Anka Kadlecová
- Nikolaj Griňko – generalul american Omar Nelson Bradley
- Pjotr Veljaminov – generalul colonel Dmitri Danilovici Lelyushenko
- Gert Hänsch – amiralul Karl Dönitz
- Horst Preusker – general-locotenent SS Contele Carl von Pückler
- Vladislav Strželčik – generalul de armată Alexei Innokentievici Antonov
- Marie Vášová – deputatul Fráňa Zemínová
- Ladislav Chudík – ministrul Apărării Naționale, general-maior Ludvík Svoboda, membru al guvernului cehoslovac
- Bohuš Pastorek – Klement Gottwald, viceprim-ministru al guvernului Cehoslovac
- Jiří Holý – generalul de brigadă Karel Kutlvašr, comandantul militar al Revoltei de la Praga
- Harry Küster – comisarul gestapoului Adolf Fuchs
- Valerij Nosik – Ilya Shklovsky, conducătorul de tanc
- Günther Zschieschow – Ministrul de stat al Protectoratului Boemiei și Moraviei Karl Hermann Frank